# Geleitzug PQ 4
Der Geleitzug PQ 4 war ein alliierter Nordmeergeleitzug, der im November 1941 im isländischen Hvalfjörður zusammengestellt wurde und kriegswichtige Güter in das sowjetische Archangelsk brachte. Die Alliierten erlitten keine Verluste.

## Zusammensetzung und Sicherung

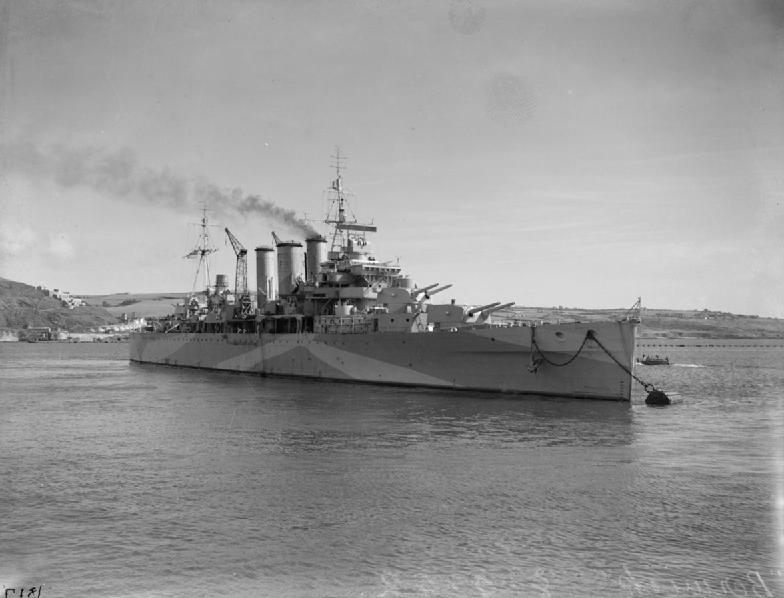
Der Kreuzer Berwick war Teil der Eskorte

Der Geleitzug PQ 4 setzte sich aus acht Frachtschiffen zusammen. Am 17. November 1941 verließen sie Hvalfjörður (Lage) in Richtung Archangelsk (Lage). Kommodore des Konvois war der Kapitän der Dan-Y-Bryn. Anfangs nur von zwei bewaffneten Trawlern eskortiert, traten ab 25. November der Kreuzer Berwick und die Zerstörern Offa und Onslow zum Konvoi. Kurz vor dem Ziel kamen noch die Minensucher Gossamer, Seagull und Speedy hinzu.
| Name          | Typ      | Flagge                 | Vermessung in BRT | Verbleib                              |
| ------------- | -------- | ---------------------- | ----------------- | ------------------------------------- |
| Alma Ata      | Frachter | Sowjetunion            | 3611              | erreichte am 28. November Archangelsk |
| Budjonni      | Frachter | Sowjetunion            | 2482              | erreichte am 28. November Archangelsk |
| Dan-Y-Bryn    | Frachter | Vereinigtes Königreich | 5117              | erreichte am 28. November Archangelsk |
| Empire Meteor | Frachter | Vereinigtes Königreich | 7457              | erreichte am 28. November Archangelsk |
| Eulima        | Frachter | Vereinigtes Königreich | 6207              | erreichte am 28. November Archangelsk |
| Mossowjet     | Frachter | Sowjetunion            | 2981              | erreichte am 28. November Archangelsk |
| Rodina        | Frachter | Sowjetunion            | 4441              | erreichte am 28. November Archangelsk |
| Suchona       | Frachter | Sowjetunion            | 3124              | erreichte am 28. November Archangelsk |

## Verlauf
Die Deutschen sichteten den Geleitzug nicht. Am 28. November 1941 erreichte der Geleitzug ohne Verluste Archangelsk.